# Talat Basari

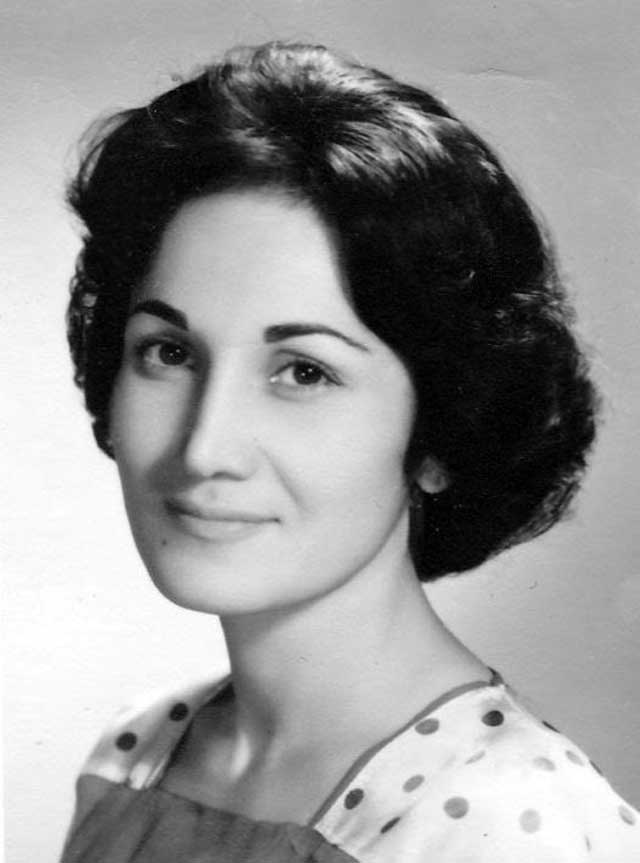
Talat Bassari, 1960er Jahre

Tal’at Basāri (persisch طلعت بصاري, * 1923 in Babol, Mazandaran, Iran; † 18. September 2020 in Los Angeles, Kalifornien, Vereinigte Staaten) war eine iranische Literaturwissenschaftlerin und Hochschullehrerin.

## Leben
Basāri promovierte in persischer Sprache und Literatur und unterrichtete an weiterführenden Schulen in der iranischen Hauptstadt Teheran. In den 1960er Jahren war sie die erste Frau, die zum Rektor einer iranischen Universität ernannt wurde, als sie an der Dschondischapur-Universität in Ahvaz tätig war. Die Universität wurde im 20. Jahrhundert von der Pahlavi-Dynastie in Erinnerung an die sassanidische Akademie von Gundischapur gegründet. Nach der islamischen Revolution im Iran und aufgrund ihres Bahai-Glaubens wurde sie 1979 von ihrer Stelle an der Universität entlassen und wanderte schließlich in die Vereinigten Staaten aus.
Basāri veröffentlichte umfangreiche Ausarbeitungen zur persischen Literatur, darunter auch zum Nationalepos Schāhnāme des berühmten persischen Dichters Firdausi. Ihre Arbeiten werden von dem iranischen Historiker Iradsch Afschār als empfohlene beschreibende Lektüre zur Literatur des Schāhnāme aufgeführt. 2018 veröffentlichte Basār ein Buch mit dem Titel Women of Shahnameh, in dem sie die weiblichen Figuren des Epos untersucht. Jede Figur wird einzeln analysiert, darunter Sudabeh, die Frau des Schahs Kai Kawus, Tahmine, die Frau des Protagonisten Rostam, Gordafarid, eine Kämpferin, die für Frauen Mut und Hoffnung symbolisiert, und Faranak, die Mutter von Fereydūn.
1967 hatte Basāri bereits eine Biografie über Zandokht Shirazi, eine Pionierin der Frauenbewegung im Iran, veröffentlicht. Ebenso publizierte sie zum Leben der Bahai-Dichterin Táhirih. Sie übersetzte diverse Werke vom Persischen ins Englische und machte sie so der außerpersischen Wissenschaft zugänglich.
Basāri lebte in New Jersey und arbeitete als Mitherausgeberin der in New Jersey ansässigen Zeitschrift Persian Heritage.